# Harmonie industrielle
 (mai 2007).
 (septembre 2007).
Si vous disposez d'ouvrages ou d'articles de référence ou si vous connaissez des sites web de qualité traitant du thème abordé ici, merci de compléter l'article en donnant les références utiles à sa vérifiabilité et en les liant à la section « Notes et références ».
L'harmonie industrielle est le fondement idéologique de l'économie politique asiatique pour une paix sociale dans laquelle peuvent se déployer des opérations à flux tendu ou à stock nul pour le bénéfice de tous.

## Introduction
L'harmonie industrielle, rōshikyōchō (労使協調), est une tradition inventée par le capitalisme japonais dans la restructuration d'un récit à partir de quelques fragments choisis du passé et dans le re-ordonnancement des valeurs et des idéaux de la communauté nationale pour répondre aux nouveaux besoins et pour résoudre de nouveaux problèmes. C'est un langage réconfortant et des attitudes sécurisantes d'un passé idéalisé qui est mobilisé pour assurer la continuité et donner du sens à un présent nouveau et incertain. Après la Seconde Guerre mondiale, cette idéologie a donné le miracle économique japonais des années 1950-1960 qui a monopolisé la construction navale pour ensuite rafler la mise de l'automobile, de l'électronique et de l'optique des années 1970-80 de l'économie du Japon dans une économie politique asiatique.
Cette tradition inventée par le capitalisme japonais au tournant de ce siècle pour bâtir la nouvelle société industrielle moderne se fonde sur l'antique société morale confucéenne saupoudrée de quelques spécificités japonaises, comme les vagues croyances d'un animisme de dieux et de génies de la religion nationale et nationaliste qu'est le shintoïsme et comme les relations féodales de suzerain et vassal du bushido ou Voie (dō) du guerrier (Bushi - au sens noble de samouraï) et celles d'une famille rurale patriarcale étendues aux entreprises commerciales et industrielles. La vénération due aux « trésors nationaux vivants » que sont les maîtres-artisans est représentative de cette tradition inventée qui se fonde aussi sur les idéaux des artisans.
Au début du XXe siècle, le désir de créer un capitalisme japonais - enraciné dans un terroir différent de celui du capitalisme anglo-saxon triomphant et devenu le modèle universel - était initié par une élite à travers une volonté nationale de modernisation du Japon. L'accent sur l'harmonie et la communauté morale s'appuyait sur les antiques préceptes d'une économie morale confucéenne. Cette élite utilisait volontairement le langage moral confucéen et involontairement convoyait les idéaux nippons en voulant créer un présent à partir d'un passé idéalisé. Les idéaux moraux d'harmonie et de communauté morale étaient préférés au détriment d'autres parce qu'ils étaient des construits sociaux organisés capables de lutter contre les bouleversements provoqués par une économie moderne émergente et facilement utilisables précisément parce qu'ils étaient familiers. En forgeant une nouvelle culture de l'harmonie, cette élite s'appropriait, manipulait et réorganisait les idéaux et les schémas culturels du passé pour répondre aux nouveaux besoins économiques et sociaux. 
Même si cette tradition était nouvelle, elle passait bien à travers un langage confortable et des principes familiers. L'opposition entre modernité et tradition est erronée, car au Japon aussi bien qu'ailleurs la tradition a été construite et reconstruite pour expliquer, justifier et rationaliser les pratiques et les événements contemporains, c'est-à-dire pour comprendre et bâtir le présent à partir du passé. Paul Valéry a déjà lancé cet avertissement à l'effet que l'Histoire soit la plus dangereuse alchimie de l'intellect. Cette élite ne s'intéressait à rendre la nouveauté familière et acceptable que pour établir une nouvelle religion civile, une idéologie industrielle pour une société moderne naissante.

## Genèse
Au tournant du XXe siècle, le modèle industriel mondial fut évidemment l'Angleterre pour les conditions et les relations de travail et la protection sociale. En contraste, les Japonais continuèrent à adhérer à la tradition artisanale d'ouvriers se déplaçant d'atelier en atelier, de métier en métier, de ville en ville et de maître en maître pour perfectionner leurs talents, privilégiant la coopération aux dépens de la compétition et la protection sociale fondée sur l'entraide mutuelle.
Au commencement fut la fondation du Kyōchōkai (協調会, Société d'harmonie et de coopération) le 25 décembre 1919 au moment des agitations sociales en Europe et de la révolution bolchévique en Russie. Le Kyōchōkai est une idéologie de coopération du travail et du capital où sans travail il n'y aurait pas de capital; il résulte de l'effort d'intégrer le nouveau prolétariat dans l'ordonnancement préexistant en dehors du schéma marxiste de la lutte des classes et du schéma capitaliste de la libre entreprise. La paix sociale dure tant que dure le respect du contrat moral qui lie le patronat, les syndicats et le gouvernement sur la base des valeurs confucéennes de bénévolence, de courtoisie et de loyauté mutuelles.
Le concept-clé dans la formation du Kyōchōkai se rapporte à la politique sociale (shakai seisaku) d'éducation, d'emploi, de logement, de protection sociale et de santé. Cette idée de politique sociale dominait et domine encore les politiques sociales gouvernementales. Elle est la médiation gouvernementale en faveur des travailleurs et autres afin de modérer l'immoralité sociale du capitalisme du type « laissez-faire ». Toutefois, cette politique sociale n'est pas un simple programme d'assistance publique aux démunis et à ceux qui sont touchés par des changements industriels et sociaux.

### Capitalisme social
Après la Première Guerre mondiale, le plus urgent et le plus important de ces problèmes sociaux s'est rapporté aux conditions et aux relations de travail dans l'industrie, au moment de la révolution bolchévique en Russie. En 1919, le ministre de l'Intérieur Takejirō Tokonami fut le porte-parole d'un grand nombre de personnes en disant que le système industriel japonais était à un tournant ou bifurcation, c’est-à-dire un moment critique et crisique.
L'État devrait chercher, trouver, choisir et construire des relations industrielles coopératives et harmonieuses ou laisser les conflits sociaux se développer et les tensions industrielles grandir sans surveillance et sans intervention. La préoccupation du ministre de l'intérieur Tokonami a été représentative de la croyance générale de l'après-guerre en faveur de la création d'une politique du travail cohérente, comme une nécessité absolue. 
Avant 1918, les dirigeants du gouvernement ne voyaient pas la nécessité d'une politique élaborée du travail et jusque-là, le travail faisait partie indistinctement de la classe laborieuse. Ce fut seulement par la croissance explosive de l'industrie avec la Première Guerre mondiale que la question du travail devint un problème distinct, demandant une solution distincte. Dans cette période des années 1920-1940, les syndicats ont été pourchassés et les répressions policières musclées. Ce serait une erreur d'y voir seulement l'aspect répressif, ce fut plutôt une tentative, non pas de discipliner les syndicats, mais de mobiliser les travailleurs pour servir des buts stratégiques nationaux. Plus généralement et en dehors de cette période de mobilisation générale pour des buts de guerre, une grande partie des dirigeants politiques et des fonctionnaires était favorable à l'endoctrinement dans une nouvelle culture industrielle, une nouvelle religion civile centrée sur des valeurs communautaires et des idéaux coopératifs.

## Justice sociale etMo Zi
C’est plutôt un système global d'organisation des relations sociales et de définition des rôles des diverses composantes de la société dans le monde industriel fondé sur la justice sociale et l'égalité issues de l'idée confucéenne d'Équité, fondements évidemment absents dans les doctrines du capitalisme extrême-occidental et particulièrement anglo-saxon. La réalisation complète de cette politique sociale a amené la solidarité sociale et le bien-être économique pour tous. L'Équité confucéenne se rapporte aux attributions, répartitions et rétributions justes des revenus, statuts et tâches en fonction des apports, des compétences et des résultats.
Cette expérience japonaise semble remettre en question les théories unilinéaires de la modernisation et suggérer que la singularité japonaise est dans la création de son propre type de modernité fortement divergent de ceux que l'on trouve dans les pays extrême-occidentaux. Cette modernité japonaise est, curieusement, fondée sur la réaffirmation des traditions indigènes d'harmonie, de sacrifice de soi au profit du groupe et d'esprit de corps dans la poursuite du but commun.
Finalement, la puissance économique du Japon a secoué la vieille légende d'espions industriels, de copieurs, de main-d’œuvre docile et à bon marché et, en un mot, de « fourmis », suivant l'expression malheureuse d'Édith Cresson alors premier ministre de France sous François Mitterrand en 1991. À la place, beaucoup de pays extrême-occidentaux se tournent maintenant vers le Japon comme modèle pour résoudre leurs propres problèmes économiques et sociaux et pour s'inspirer de ses politiques, stratégies et tactiques technico-commerciales. De nombreuses études ont été faites sur le Japon à propos de son taux d'épargne très élevé, de la réussite de son système d'éducation et de son faible taux de criminalité.
Issu de la civilisation chinoise, le Japon accorde une grande importance à la croissance à long terme, à l'évaluation minutieuse du marché, à l'ingéniosité du produit et de l'ingénierie de production qui sont des composantes considérées comme essentielles du développement économique. Cependant, c'est la forme de l'organisation industrielle et technico-commerciale qui est le plus souvent dans le point de mire, particulièrement le système, maintenant bien connu, de relations entre le capital et le travail et le gouvernement. À des particularités locales près, le fondement confucéen de cette harmonie industrielle la rend facilement assimilable et directement utilisable aux autres pays industriels d'Asie comme Taïwan Hong Kong et Singapour. La Corée constitue un cas particulier de l'imitation servile du modèle stalinien au Nord et du modèle américain des années 1920, avant le New Deal au Sud.
Historiquement, le développement national et la construction d'une nation moderne ont eu recours à des efforts de création, de re-création et d'oblitération d'un passé mystifié et mythifié.
En effectuant des arrangements organisationnels et institutionnels, les pays en développement ont tiré sélectivement de leur passé des morceaux choisis et ont réorganisé leurs idéaux nationaux et leurs valeurs culturelles, créant et recréant un langage confortable et des attitudes sécurisantes à partir d'un passé idéalisé et mobilisé pour assurer la continuité et donner du sens (comme, orientation, pertinence et signification) à un présent angoissant et turbulent.

### La propagande idéologique
Devant la menace de la flotte d'invasion américaine en 1945, le Japon, pour mobiliser ses dernières ressources, a réactualisé la légende du vent divin (Kami-Haze  ou Kamikaze) qui avait autrefois dispersé la flotte d'invasion mongole. La Chine continentale et les Chines périphériques, peut-être favorisées par le culte des ancêtres, des génies et des héros nationaux, ont fait appel aux anciennes grandes dynasties et aux grands récits. 
Peut-être plus qu'ailleurs, le cinéma soviétique a transformé la propagande en art avec, entre autres, les œuvres de Sergueï Eisenstein comme La Grève, La Ligne générale, Ivan le Terrible, Le Cuirassé Potemkine, Octobre : Dix jours qui secouèrent le monde et Alexandre Nevski pour bâtir l'unité et la solidarité autour de la Russie soviétique et contrer la menace d'invasion nazie. Le New Deal de Franklin Delano Roosevelt a été aussi une vaste campagne de propagande qui a mobilisé les ressources de la « Frontière », c'est-à-dire celles de la morale des puritains et des pionniers. On se souvient de la tirade finale - martelée de « I be there » (« je serai là ») - des Raisins de la colère où le héros fut le militant syndicaliste, là où il y a injustice, misère, oppression et exploitation, des bonnes causes à défendre.
Dans une nouvelle situation de liaisons institutionnelles modifiées et des priorités différentes, de nouvelles traditions apparaissent tandis que les anciennes disparaissent dans ce renouvellement dont la continuité est assurée à un niveau supérieur du contexte historique et culturel qui donne sens à ces changements, les oriente et les délimite.
Ces nouvelles traditions s'expriment avec l'autorité morale de l'Histoire et de la Culture condensées et déplacées à la fois dans le temps et l'espace. L'invention japonaise de la culture d'harmonie, en tant qu'ensemble de normes, est un exemple illustratif de ce procédé.

## L'Empereur Meiji
Dans les années qui suivirent la restauration impériale de l'ère Meiji, les dirigeants du nouvel État impérial invoquèrent l'idéal de l'autosuffisance  de la communauté rurale pour résoudre le problème de l'attribution de l'aide sociale et les nouveaux entrepreneurs dégagèrent l'importance de la communalité dans les nouveaux postes de travail industriel. En effet, les nouvelles usines furent définies comme analogues (similarité des fonctions) aux arrangements socio-économiques de la période préindustrielle jusqu'au point où certaines usines ont été construites en bois de la façon habituelle. 
Vers 1890, les fonctionnaires impériaux pensèrent contrôler le déroulement du capitalisme de la libre entreprise, craignant qu'il ne conduise à des problèmes sociaux - comme ceux de l'Europe des années 1830-50 qui ont inspiré Marx - mettant en danger la stabilité et l'expansion sociales futures. Leurs craintes étaient d'ordre moral et les orientèrent vers la re-création d'une structure de relations économiques capables de restaurer les valeurs et les attitudes d'harmonie et de coopération d'un passé idéalisé.
Les élites de l'ère Meiji invoquèrent alors les idéaux et les valeurs d'une tradition imaginaire pour affronter les problèmes engendrés par la transformation des institutions sociales, politiques et économiques du Japon. Ils firent donc acte de créateurs de mythe dont les efforts sont tendus vers l'invention d'une culture civile et civique construite sur des valeurs et des normes d'une Histoire vivante qui la nourrissent en retour, dans la perspective cybernétique du feed-back. Ces efforts ont représenté le commencement d'une nouvelle orthodoxie sociale. Le conservatisme organiciste, avec sa variante de l'ordre du « darwinisme social », formait la base de cette création de mythe de l'ère Meiji et se prolongeait dans la série de tentatives des élites à affronter des problèmes sociaux.
En exemple illustratif, avec l'établissement d'une armée et d'une police nationales de  conscrits et de volontaires, les Daimyos  et leurs samouraïs  et les rōnin, qui étaient chargés auparavant de veiller sur la sécurité, l'ordre et la loi, se sont retrouvés au chômage, ont émigré en Amérique, en Russie ou dans des territoires convoités ou nouvellement acquis ou encore se sont transformés en entrepreneurs commerciaux, financiers ou industriels, déplaçant ainsi la relation de suzerain-vassal des clans féodaux au monde industriel.

### Le Kyōchōkai et la société comme communauté morale
Les 44 ans de l'ère Meiji ont été des années tumultueuses et ont fabriqué le Japon moderne, comme la période de la guerre froide a fait sa maturité économique et l'essor économique des quatre “petits dragons” (nommément la Corée du Sud, Taïwan, Hong Kong et Singapour) qui ont su utiliser l'expérience japonaise et garder la communalité dans les valeurs confucéennes d'une société morale, dans les relations sociales de la famille rurale qui a bâti la civilisation chinoise et dans les technologies rustiques à travers les moyens électroniques avancés de computation et d'ordination (calcul et structuration).
De nouvelles institutions politiques nationales ont été établies, ainsi qu'un organe central de contrôle (aussi bien dans la signification française de surveillance que dans la signification anglaise de commande) des gouvernorats (ou préfectures) locaux, hérité du shogunat des Tokugawa qui a unifié le Japon et mis fin à une longue suite de guerres civiles. La société a été transformée par l'élimination du système de classes sociales mise en place par ce shogunat, par l'introduction d'un système d'éducation nationale pour tous et par l'imposition d'un nouveau système de taxe foncière qui a mis en prise directe les cultivateurs avec l'État. Les résultats économiques ont sensiblement augmenté durant cette période et ils ont été les produits de l'économie traditionnelle japonaise basée notamment sur le textile, l'extraction minière ou l'artisanat. 
Mais l'introduction des moyens de communication modernes, de matériaux et de signes (chemin de fer, bateaux à vapeur et télégraphe) a été suivie bientôt d'activités bancaires et d'un secteur d'économie moderne d'aciéries, d'industries chimiques, de machines-outils, de telle manière que la croissance économique de l'ère Meiji  a été extrêmement spectaculaire. Les artistes européens romantiques rousseauistes du « paradis perdu » se lamentèrent de cette « rapidité hideuse » de la modernisation du Japon qui érode le caractère fondamental de la vie japonaise popularisée en Amérique et en Europe par Madame Butterfly.

## Le Kyōchōkai
À cet effet, le ministre de l'intérieur Takejirō Tokonami et l'industriel Eiichi Shibusawa, ensemble, ont créé le Kyōchōkai en 1919. Dès sa naissance jusqu'en 1938, le Kyōchōkai s'est employé à un mélange subtile de campagnes de propagande et de contacts personnels et directs, en un two-step flow, avec différentes  personnalités  influentes pour promouvoir des réformes institutionnelles afin d'intégrer les travailleurs dans un système industriel moins dur. Soutenu et démontré par les répressions et les crises systémiques en interaction symétrique amplificatrice qui ont érodé rapidement la crédibilité et la fiabilité des syndicats indépendants, le modèle de l'harmonie préindustrielle du Kyōchōkai vint à dominer le caractère idéologique et intellectuel des relations industrielles de l'entre-deux guerres. 
Volontairement ou involontairement, les dirigeants, à l'intérieur ou à l'extérieur du Kyôchôkai, adhérèrent au modèle préindustriel de l'homogénéité sociale et de l'unité organique considérées comme les buts de leurs efforts. Comme les réformateurs de l'ère Meiji, ces dirigeants pensèrent à la re-structuration d'une tradition morale idéalisée tirée de l'Histoire nationale vivace. Sans nier les changements importants survenus dans la société japonaise, ils mirent leur espoir dans la re-création d'une communauté organique comme la clé de voûte de la stabilité sociale et de la croissance économique. Les valeurs sociales et morales auraient été le ciment de cette communauté organique.
À cet effet, les membres du Kyōchōkai ont développé et promu une nouvelle idéologie sociale et économique centrée sur l'idée d'harmonisme (kyōchōshugi). Comme dans les premières formulations sur la place d'une communauté morale dans la société moderne, l'harmonisme a été implicitement lié au passé et identifié comme un élément constitutif de l'identité nationale.
L'harmonisme repose sur les principes moraux confucéens qui datent du Ve siècle avant l'ère chrétienne, aux temps troublés, chaotiques et violents des « royaumes combattants ». Il fut une tentative de reformulation des dogmes moraux traditionnels à l'usage d'une nouvelle société industrielle.
Cette nouvelle idéologie sociale et économique, tirée de l'antique tradition confucéenne chinoise, fut perçue par le Kyōchōkai et par de plus en plus de membres du gouvernement comme un antidote aux rapports conflictuels et rivalitaires dans les relations industrielles émergentes. Dès lors, le Kyōchōkai fit partie de l'effort généralisé de formation éthique (shūshin) mise en œuvre par les organismes publics et les groupes privés et il se trouva être un des moyens ou médias à travers lesquels sont transmises les valeurs nationalistes et communautaires à la société civile dans une connivence mutuelle des élites et de la société civile. En manipulant les valeurs traditionnelles et les symboles culturels dans la création de sa nouvelle idéologie industrielle, le Kyōchōkai a créé un modèle pour une société moderne, à la fois familier et novateur à travers une compréhension largement partagée des normes morales et sociales. Enfin, l'harmonisme ne fut pas une concoction faite par une élite, distincte des règles et des attitudes morales de toute la société, ni les restes d'une société traditionnelle. L'harmonisme ou la culture de l'harmonie a été plutôt le fruit d'une restructuration volontaire des valeurs traditionnelles pour convenir à un nouveau monde industriel, une invention qui a été un élément du processus de passage d'une culture à l'autre ou « trans-culturation » qui a été initié par la crise et qui a contribué à la résoudre.
Le Kyōchōkai demanda aussi des réformes institutionnelles comme moyens pour minimiser les conflits de travail et pour encourager l'harmonie et la coopération entre le gouvernement, le patronat et les syndicats. Cette approche fut aussi enracinée dans la croyance des dirigeants japonais au besoin d'accorder leurs actes aux tendances mondiales. Avec la victoire des Alliés de la Première Guerre mondiale, la création du BIT (Bureau international du travail), la poussée en Angleterre du parti travailliste et l'activisme syndical partout dans le monde, les tendances mondiales du moment accentuèrent la demande de réformes des conditions de travail et de reconnaissance des droits d'association syndicale. Le Kyōchōkai et les fonctionnaires des services sociaux du ministère de l'intérieur ont réussi à améliorer la loi du travail industriel, de l'assurance santé, de l'arbitrage dans les grèves et de la protection sociale des travailleurs. Ils ont aussi soutenu la législation sur les syndicats. 

### Syndicalisme de coopération
Basé sur le modèle anglo-américain, l'argument du Kyōchōkai a été qu'un syndicat fort et sain diminuât l'agitation sociale en fournissant aux travailleurs la possibilité d'envoyer leurs représentants élus responsables pour transmettre et faire valoir leurs griefs, leurs exigences et leurs demandes, à la manière de la démocratie parlementaire anglaise et de la revendication mythiquement fondatrice des États-Unis. Le contexte historique et culturel de la création du mythe de l'harmonie industrielle ainsi tracé, nous verrons en détail les fondements de ce mythe dans la résurgence d'une société morale confucéenne.

### Principe technologique
Ces techniques rustiques - issues de la famille rurale rizicole en terrain inondé, vivant et produisant au rythme des saisons, des crues, des labours, des semailles, des récoltes et des travaux collectifs d'hydraulique agricole, alliant l'outillage léger et le matériel lourd - s'expriment dans l'importance accordée à une croissance à long terme plutôt qu'à une maximisation à court terme qui pourrait signifier une catastrophe à longue échéance, à s'ajuster au contexte et à l'environnement par une évaluation scrupuleuse et minutieuse du marché, à l'ingéniosité des produits et du processus de production. 
Ces techniques sont dites rustiques, mais pas frustes, parce qu'elles sont issues de la tradition rurale de l'Efficace, c'est-à-dire de la vertu par laquelle une chose produit tout son effet. Au plus simple, la technologie est un système constitué à la fois de différentes techniques et de leurs modes d'emploi qui sont dans les rapports sociaux de production. La distinction entre technologie et techniques est celle de niveaux de type logique, de ceux entre méthodologie et méthodes et entre problématique et problèmes, c’est-à-dire la distinction des niveaux logiques d'une classe aux membres dans l'approche écosystémique.
Malgré de grandes différences locales, la similarité entre le Viêt Nam, le Japon, la Corée, Taïwan, Hong Kong et Singapour, encore plus grande, se situe dans le fond commun des valeurs confucéennes et de la pensée chinoise qui refuse obstinément la disjonction entre l'éthique, l'esthétique et la logique, entre la culture et la nature, c'est-à-dire entre l'ordre humain et l'ordre naturel.

## Desamouraïà chef d'entreprise
Peu avant l'arrivée des vaisseaux noirs qui ont forcé l'ouverture du Japon au monde occidental en 1853, le Daimyo (seigneur féodal) Akira Nariya ouvrit une usine de textile avec des machines Platt & Brothers d'Angleterre, conçut et réalisa même le drapeau du soleil levant qui deviendra plus tard le drapeau national du Japon. 
Le samouraï Yukichi Fukuzawa fonda l'université Keiō de Tokyo en 1858 sur le modèle des universités occidentales, comme centre des débats et des trouvailles. Il publia un livre à succès Penser occidental pour montrer au public japonais les dédales mystérieux de l'Occident dans les moindres détails des habitudes alimentaires, domiciliaires et vestimentaires, sachant que la technologie occidentale est un couplage entre les techniques occidentales et la pensée occidentale.
Le samouraï Eiichi Shibusawa devint un grand financier en privatisant les sociétés d'État déficitaires, adapta le code d'honneur ou Bushido des guerriers aux entrepreneurs et fonda avec des partenaires financiers le géant financier Mitsui.  En 1919, il collabora avec le ministre de l'intérieur Takejir Tokonami à la fondation du Kyōchōkai.
Le samouraï Iwasaki Yatarō fonda le géant industriel Mitsubishi et ses chantiers navals qui se prolongera jusqu'au Brésil en une concentration verticale, de l'extraction des minerais jusqu'à la distribution des produits manufacturés, enveloppés et mis en conjonction par les transports et les finances de Mitsubishi, de l'avion militaire et civil à l'électroménager en passant par les locomotives et les camions militaires et civils.
Le samouraï Sakishi Toyota acheta une machine à tisser Platt & Brothers d'Angleterre, la perfectionna et revendit au Royaume-Uni, presque cinquante ans après, le brevet de la machine qu'il avait achetée, étudiée et perfectionnée. L'histoire des transistors et des micropuces informatiques n'est que la continuation de celle-ci.
Contrairement aux lamentations des artistes occidentaux sur l'érosion du caractère fondamental de la vie japonaise, les artistes japonais furent émerveillés par cette vision. Yukichi Fukuzawa - le porte-parole et porte-drapeau du Japon moderne et fondateur de l'université Keiō de Tokyo - s'émerveilla et s'est réjoui devant une nombreuse audience à l'université Keiō d'être observateur, collaborateur, auteur et acteur de l'émergence d'un Japon fort, moderne et vibrant aux yeux de tout le monde. Pour Fukuzawa et beaucoup d'autres, le nouveau Japon transformé est la réalisation d'un rêve.